# Tiziano Scarpa
Tiziano Scarpa (Venezia, 16 maggio 1963) è un romanziere, drammaturgo e poeta italiano.

## Biografia
Con il suo romanzo Stabat Mater ha vinto il Premio Strega 2009 e il Premio SuperMondello 2009. I suoi libri sono tradotti in numerose lingue. Collabora alla rivista on line "Il primo amore" (pubblicata anche su carta dalle edizioni Effigie), della quale è uno dei fondatori, dopo esserlo stato del blog collettivo Nazione Indiana.
Svolge un'intensa attività di lettore scenico delle opere sue e altrui, a teatro e non solo.
Negli anni Ottanta ha sceneggiato alcuni fumetti per Frigidaire. Nel corso degli anni ha collaborato con vari quotidiani e riviste.
Ha scritto numerosi saggi e testi creativi su vari artisti, fra cui: Socìetas Raffaello Sanzio, Giorgio De Chirico, Mimmo Rotella, Alberto Savinio, Anish Kapoor, Magnus, Ryan Mendoza, Tino Sehgal, David Claerbout, Stefano Arienti, Luca Bertolo, Bertozzi e Casoni, Benedetta Bonichi, Emilio Cafiero, Mauro Ceolin, Andrea Contin, Paola Di Bello, Eredi Brancusi, Flavio Favelli, Maurizio Finotto, Luigi Gardenal, Francesca Ghermandi, Massimo Giacon, Fausto Gilberti, Michael Kenna, Marco Lodola, Luisa Menazzi Moretti, Bruno Muzzolini, Cristiano Pintaldi, Silvano Rubino, Wolfgang Stehle, Fabio Visintin.
Ha tradotto La caduta, dello scrittore brasiliano Diogo Mainardi, Torino, Einaudi, 2013. ISBN 978-88-06-21983-3.

## Opere

### Romanzi
- Occhi sulla graticola. Breve saggio sulla penultima storia d'amore vissuta dalla donna alla quale desidererei unirmi in duraturo vincolo affettivo, Torino, Einaudi, 1996. ISBN 88-06-13878-2. finalista al Premio Bergamo 1997[3]
- Kamikaze d'occidente, Milano, Rizzoli, 2003. ISBN 88-17-87295-4.
- Stabat Mater, Torino, Einaudi, 2008. ISBN 978-88-06-17124-7. (Premio Strega 2009; Premio SuperMondello 2009)
- Le cose fondamentali, Torino, Einaudi, 2010. ISBN 978-88-06-20187-6.
- Il brevetto del geco, Torino, Einaudi, 2016. ISBN 978-88-06-20311-5.
- Il cipiglio del gufo, Torino, Einaudi, 2018. ISBN 978-88-06-23695-3.
- La penultima magia, Torino, Einaudi, 2020. ISBN 9788806246013.
- La verità e la biro, Torino, Einaudi, 2023, ISBN 9788806260132.

### Raccolte di racconti
- Amore®, Torino, Einaudi, 1998. ISBN 88-06-14378-6.
- Cosa voglio da te, Torino, Einaudi, 2003. ISBN 88-06-16530-5.
- Amami, con Massimo Giacon, Milano, Mondadori, 2007. ISBN 978-88-04-56393-8.
- Il coltivatore di radici, Matera, “Fondazione Matera Basilicata 2019” – Rai Radio 3, 2017 [edizione fuori commercio con compact disc; contiene 10 storie in rima e un disco in cui l'autore legge sulle musiche della Scuola di Musica Elettronica e Applicata del Conservatorio “E. R. Duni” – MaterElettrica].
- Una libellula di città, minimum fax, Roma, 2018. ISBN 978-88-7521-928-4. [trenta storie in rima]

### Altre opere
- Inchiostri colorati. Narrazioni contemporanee proposte a giovani adulti, Carpi, Biblioteca comunale, 1997.
- Body building. Racconto su un padre, 8 fermate, Milano, Subway letteratura, 1998.
- In gita a Venezia con Tiziano Scarpa, Torino, Paravia, 1998. ISBN 88-395-7003-9;
- Venezia è un pesce. Una guida, Milano, Feltrinelli, 2000. ISBN 88-07-81596-6; come audiolibro, Zovencedo, Il narratore audiolibri, 2002. ISBN 88-88211-39-X.
- Cos'è questo fracasso? Alfabeto e intemperanze, Torino, Einaudi, 2000. ISBN 88-06-15449-4.
- Corpo, Torino, Einaudi, 2004. ISBN 88-06-16997-1. [raccolta di aforismi, greguerías e brevi apologhi sull'esperienza della corporeità]
- Verbale n. 2847, Milano, Charta, 2005. ISBN 88-8158-534-0.
- Batticuore fuorilegge, Roma, Fanucci, 2006. ISBN 88-347-1163-7. [raccolta di interventi, saggi, racconti e poesie uscite su giornali e siti web]
- La vita, non il mondo, Roma-Bari, Laterza, 2010. ISBN 978-88-420-9191-2. [brevi resoconti di esperienze personali]
- Un amico spaventoso, Roma, Gallucci, 2011. ISBN 978-88-6145-294-7. [favola in versi per bambini, con le illustrazioni di Maria Gianola]
- Lo show dei tuoi sogni, con Luca Bergia e Davide Arneodo dei Marlene Kuntz, Torino, Einaudi, 2013.
- Laguna l'invidiosa, Roma, Gallucci, 2013, 978-88-6145-606-8. [favola, con le illustrazioni di Maria Gianola].
- Il mondo così com'è, con Massimo Giacon, Milano, Rizzoli Lizard, 2014. ISBN 978-88-17-07517-6.
- Come ho preso lo scolo, Milano, Effigie, 2014. ISBN 978-88-97648-35-2.

### Poesia
- Nelle galassie oggi come oggi. Covers, con Aldo Nove e Raul Montanari, Torino, Einaudi, 2001. ISBN 88-06-15875-9. [portata in scena dai tre autori in teatri, biblioteche, piazze, festival italiani e pubblicata in mp3 per il portale di audiolibri il Narratore]
- Groppi d'amore nella scuraglia, Torino, Einaudi, 2005. ISBN 88-06-17641-2.
- Discorso di una guida turistica di fronte al tramonto, Venezia Mestre, Amos, 2008. ISBN 978-88-87670-16-5.
- Le nuvole e i soldi, Torino, Einaudi, 2018. ISBN 9788806238186.
- Gosos per il nostro tempo. Omaggio a Bonaventura Licheri, Neoneli, Licanìas, 2019. ISBN 9788894409611.

Nei primi anni del Duemila partecipa a vari poetry slam, vincendone alcuni, fra cui il prestigioso International Poetry Slam di Romapoesia 2002.
A Serrano, nel comune di Carpignano Salentino, gli è stato assegnato il premio "L'olio della poesia" nel 2008 e per l'occasione è stato pubblicato in 999 copie il quaderno Lu poeto s'addeventa fantasmo, curato da Massimo Melillo ed edito da Manni. Dal 1996 in poi questo riconoscimento annuale è andato, fra gli altri, a Edoardo Sanguineti, Mario Luzi, Giovanni Raboni, Alda Merini, Nico Orengo, Francesco Guccini, Valerio Magrelli, Giuseppe Conte, Milo De Angelis, Jolanda Insana.

### Teatro
- Madrigale, regia di Betta Brusa, 1993;
- Corriamo a casa, regia di Antonio Latella, 2000;
- Nel laboratorio di Lady Frankenstein, regia di Aldo Vinci, Teatro anatomico del Museo di Storia Naturale di Genova, 2002;
- Comuni mortali, regia di Flavio Ambrosini, 2005;
- Gli straccioni, scritto nel 2005, presentato in forma di "studio" al Festival Quartieri dell'Arte, Viterbo, regia di Sandro Mabellini, 2009;
- Il professor Manganelli e l'ingegner Gadda, scritto nel 2005, presentato in forma di "studio" al Festival Quartieri dell'Arte, Viterbo, regia di Sandro Mabellini, 2009;
- Groppi d'amore nella scuraglia, con Emanuele Arrigazzi, regia di Riccardo Pippa, 2006; con Silvio Barbiero, regia di Marco Caldiron, compagnia "Carichi sospesi", 2011;
- La custode, con Stefania Pepe, regia di Bruno Fornasari, 2006;
- L'ultima casa, compagnia Pantakin, regia di Michele M. Casarin, 2007;
- L'inseguitore, regia di Arturo Cirillo, 2008.
- L'infinito, scritto dal 2008 al 2011, regia di Arturo Cirillo, Teatro Stabile del Veneto, 2011;
- La cinghiala di Jesolo, con Marta Dalla Via, 2013.
- Straccioni, regia di Carlo Roncaglia, Accademia dei Folli, 2014. Il testo è una riscrittura completamente rinnovata de Gli straccioni (2005).
- I maggiorenni, regia di Giorgio Sangati, Teatro Stabile del Veneto, 2015;
- Don Chisciotte e donna Aldonza, regia di Carlo Roncaglia, Accademia dei Folli, 2023;
- Un'altra Odissea, regia di Carlo Roncaglia, Accademia dei Folli, 2024;
- Nel 2011 ha scritto il testo dello spettacolo Circoparola. Per voce, attrezzi e tendini, portato in scena dalla compagnia Pantakin Circo Teatro, per la regia di Emanuele Pasqualini;
- Dal romanzo Stabat Mater l'attrice Stefania Pepe e il regista Andrea Chiodi hanno tratto un monologo che ha debuttato a Milano nel 2010. Dallo stesso romanzo, nel 2009 il regista Oliviero Corbetta ha allestito una lettura scenica, con Giuliana Lojodice come protagonista. Da alcuni frammenti teatrali e narrativi la compagnia Aidateatro/Qui e Ora ha tratto lo spettacolo Con tutto l'amore del mondo (2009).

### Opere teatrali edite in volume
- Comuni mortali, Milano, Effigie, 2007. ISBN 88-89416-41-6. [contiene: Comuni mortali, Gli straccioni e Il professor Manganelli e l'ingegner Gadda]
- L'inseguitore, Milano, Feltrinelli, 2008. ISBN 978-88-07-42124-2.
- La custode, in New writing Italia. Dieci pezzi non facili di teatro, a cura di Rodolfo di Giammarco e Martina Melandri, Spoleto, Editoria & spettacolo, 2009. ISBN 978-88-97276-19-7.
- L'ultima casa. Una commedia in due atti e un intermezzo, Massa, Transeuropa, 2011. ISBN 978-88-7580-142-7.
- L'infinito, Torino, Einaudi, 2012. ISBN 978-88-06-20914-8.

### Radio
- Pop corn, con Neri Marcorè, prodotto da RadioRai e trasmesso da molte radio europee, fra cui la Bbc, Prix Italia 1997;
- La visita, con Franco Branciaroli, regia di Anna Antonelli e Lorenzo Pavolini, RadioRai, 2006;
- La musica nascosta, musiche di Michele Tadini, con Claudio Bisio, Prix Italia 2008;
- Intervisto la Radio, in occasione dei 90 anni della prima trasmissione radiofonica italiana, con Manuela Mandracchia, RadioTre Rai, 2014.

### Testi per musica
Ha scritto i testi del libretto per l'opera lirica Fuori dai denti di Stefano Bassanese (1999, incompiuta).
Ha collaborato ai testi dell'album di Massimo Giacon Nella città ideale (Fridge records, 2003), dove canta il brano Funky God.
Ha scritto e cantato i testi delle canzoni Ti ho sognato e Svegliati svegliati, inclusi nella versione per tablet dell'edizione digitale di Lo show dei tuoi sogni, con musiche di Luca Bergia e Davide Arneodo dei Marlene Kuntz.
Il gruppo musicale Banda Osiris ha musicato il testo della sua poesia La favola dell'amore inventato, inserita nell'album Banda 25 (2006).
Il cantante e autore Ugo Ferrari ha musicato Lu bombo muscario e La gattarina, tratti da Groppi d'amore nella scuraglia, inserendoli nell'album Popular greggio del gruppo Humus.
La poetessa Francesca Tuscano ha tratto dal romanzo Occhi sulla graticola il libretto dell'opera Incontro, musicato dal fratello Fausto Tuscano.
La compositrice Maria Gabriella Zen ha scritto Tre frammenti da Stabat Mater, per voce femminile e vibrafono (2014).

### Rete e impegno civile
Nel 2002 è tra i fondatori del blog collettivo Nazione Indiana, dal quale fuoriesce nel 2005 per fondare il sito-rivista Il primo amore. Si è speso firmando articoli, interviste, inchieste e appelli per sensibilizzare l'opinione pubblica su casi molto controversi, fra cui la riapertura del processo sulla morte di Pier Paolo Pasolini, il diritto dei figli adottati a conoscere le proprie origini, l'estradizione di Cesare Battisti, la demonizzazione dei Rom, il “razzismo istituzionale” di alcuni sindaci e amministratori locali veneti, contro il quale, il 25 gennaio 2008, ha organizzato una manifestazione a Treviso con altri autori del Nordest. Dal 2013 al 2016 ha avviato e coordinato il progetto collettivo di volontariato “Piccoli Maestri a Venezia” (letture nelle scuole di classici del passato e gemme del presente), in accordo con l'associazione romana “Piccoli Maestri”.

### Letture sceniche, partecipazioni teatrali e cinematografiche
È salito sul palco centinaia di volte per varie letture sceniche da solo o con vari musicisti, fra cui: Banda Osiris; Enrico Rava; Massimo Giacon; Stefano Bollani; Marlene Kuntz; Debora Petrina; I Virtuosi Italiani diretti da Alberto Martini, con Gemma Bertagnolli; Stefano Bassanese; Francesco Bearzatti; Renato Cantini e Michele Staino; Mario Congiu; Federico Costanza; Giovanni Cospito; Massimo Donà; Giorgio Li Calzi; Alberto Mesirca; Gianluigi Trovesi e Gianni Coscia.
Fra le sue principali letture sceniche:
- Pop corn (1997-1999);
- Le favole del buongiorno (con Banda Osiris, BresciaMusicArt 1998);
- Covers (con Raul Montanari e Aldo Nove, 1999-2002);
- Groppi d'amore nella scuraglia (2004- ), pubblicata anche in mp3 per il portale di audiolibri il Narratore;
- Metrica Ostetrica (Urbino, Parole in gioco 2007);
- I versi delle bestie, con un documentario di Laila Pakalnina (2007- );
- Le forme del fiato, con Massimo Donà, Davide Ragazzoni e Francesco Bearzatti (2007- );
- Stabat Mater (2009- )
- Lo show dei tuoi sogni, con Luca Bergia e Davide Arneodo dei Marlene Kuntz, regia di Fabrizio Arcuri, produzione Accademia degli Artefatti (2010-2014);
- Stanza del brulicame, con Federico Costanza (2011- );
- Il vendicatore dell'infelicità (su Giacomo Leopardi) (2012- );
- Dialogo con Lesbia. Un'intervista impossibile, con Anna Zago (2013- ).
- Una libellula di città, poi reintitolato Le cose che succedono di notte, con Debora Petrina, (2013- ).
- Il mondo così com'è, con Massimo Giacon (2014- ).

Ha partecipato al film Le rose del deserto (2006) di Mario Monicelli recitando il ruolo del capitano Dante Campiotti.
Ha fiancheggiato Vitaliano Trevisan nella lettura scenica del testo dell'autore vicentino Una notte in Tunisia (2009).